# Charu Majumdar
  Charu Majumdar  (bengalí: চারু মজুমদার)  (Siliguri, 12 de març de 1918 - Calcuta, 28 de juliol de 1972) fou un militant marxista-leninista de l'Índia. Nascut en una família de propietaris progressistes, més tard va formar part de la insurgència naxalita. També va ser autor dels relats històrics de la insurrecció de Naxalbari de 1967 i els seus escrits s'han convertit en una referència del moviment polític de la lluita naxalita.

## Biografia
Majumdar va néixer el 1919 a Siliguri, en una família zamindar. El seu pare va ser un lluitador del moviment independentista indi. Majumdar va abandonar la universitat el 1938.
Després d'abandonar la universitat, Majumdar es va unir al Partit Comunista de l'Índia (IPC) per a treballar al front camperol. Aviat una ordre de detenció el va obligar a passar a la clandestinitat per primera vegada. Tot i que l'IPC va ser prohibit amb l'esclat de la Segona Guerra Mundial, va continuar les activitats de l'IPC entre el camperolat i va ser nomenat membre del comitè del districte de Jalpaiguri el 1942. La promoció el va animar a organitzar una campanya de «confiscació de collites» a Jalpaiguri durant la Gran Fam del 1943. El 1946 es va unir al moviment Tebhaga a la regió de Jalpaiguri i va iniciar la lluita del proletariat a Bengala del Nord. L'enrenou va donar forma a la seva visió de la lluita revolucionària. Més tard, va treballar al jardí del te a Darjeeling.
Quan l'IPC va ser prohibit el 1948 va passar tres anys a la presó. El gener de 1952 es va casar amb Lila Mazumdar Sengupta, membre de l'IPC de Jalpaiguri. La parella es va traslladar a Siliguri, que va esdevenir el centre de les activitats de Majumdar. El seu pare malalt i la seva germana vivien en una pobresa abjecta. Va ser empresonat de nou el 1962.

A mitjan anys 1960, Majumdar va organitzar una facció d'esquerres al Partit Comunista de l'Índia (Marxista) (CPI (M)) al nord de Bengala. El 1967 es va produir a Naxalbari una insurrecció de camperols polititzats, dirigida pel seu company d'armes Kanu Sanyal. Aquest grup es va conèixer més tard amb el nom de naxalites, i vuit articles escrits per ell en aquell moment han estat considerats com el seu fonament ideològic: argumentant que la revolució ha de prendre el camí de la lluita armada segons el patró de la Revolució comunista xinesa. El mateix any, Majumdar va formar l'All India Coordination Committee of Communist Revolutionaries que el 1969 va fundar el Partit Comunista de l'Índia (Marxista-Leninista), amb Majumdar com a secretari general. Va ser capturat el 16 de juliol de 1972. El 28 de juliol de 1972, a l'edat de 53 anys, va morir d'un infart de miocardi a les quatre de la matinada. Alguns informes afirmen, però, que va ser torturat fins a la mort.
Fins i tot el cadàver no va ser lliurat a la seva família. La policia va portar el cos al crematori. Es va tancar tota la zona i no es va permetre l'entrada de cap familiar, ja que el seu cos va romandre en flames...